# Феліда (Вашингтон)
Феліда (англ. Felida) — переписна місцевість (CDP) в США, в окрузі Кларк штату Вашингтон. Населення — 9526 осіб (2020).

## Географія
Феліда розташована за координатами 45°42′52″ пн. ш. 122°42′46″ зх. д. / 45.71444° пн. ш. 122.71278° зх. д. (45.714310, -122.712657).  За даними Бюро перепису населення США в 2010 році переписна місцевість мала площу 7,84 км², з яких 7,47 км² — суходіл та 0,37 км² — водойми.

## Демографія
Згідно з переписом 2010 року, у переписній місцевості мешкало 7385 осіб у 2486 домогосподарствах у складі 2134 родин. Густота населення становила 942 особи/км².  Було 2566 помешкань (327/км²).
Расовий склад населення:
| - 89,9 % — білих - 3,9 % — азіатів - 1,2 % — чорних або афроамериканців - 0,6 % — корінних американців - 0,3 % — вихідців з тихоокеанських островів |

До двох чи більше рас належало 3,4 %. Частка іспаномовних становила 3,8 % від усіх жителів.
За віковим діапазоном населення розподілялося таким чином: 29,4 % — особи молодші 18 років, 60,1 % — особи у віці 18—64 років, 10,5 % — особи у віці 65 років та старші. Медіана віку мешканця становила 40,7 року. На 100 осіб жіночої статі у переписній місцевості припадало 94,1 чоловіків;  на 100 жінок у віці від 18 років та старших — 90,8 чоловіків також старших 18 років.
Середній дохід на одне домашнє господарство  становив 125 207 доларів США (медіана — 96 000), а середній дохід на одну сім'ю — 131 956 доларів (медіана — 102 321). Медіана доходів становила 74 185 доларів для чоловіків та 55 352 долари для жінок. За межею бідності перебувало 4,0 % осіб, у тому числі 4,8 % дітей у віці до 18 років та 1,4 % осіб у віці 65 років та старших.
Цивільне працевлаштоване населення становило 3734 особи. Основні галузі зайнятості: освіта, охорона здоров'я та соціальна допомога — 23,4 %, науковці, спеціалісти, менеджери — 12,4 %, роздрібна торгівля — 12,3 %.